# Magazyn Arigato
Magazyn Arigato – polski kwartalnik poświęcony mandze i anime. Pierwszy numer został wydany w 2008 roku. Redaktorem naczelnym jest Arkadiusz Dzierżawski.